# Adrian Baddeley
Pour les articles homonymes, voir Baddeley.
Adrian John Baddeley (né en 1955, à Melbourne, Australie) est un statisticien australien travaillant dans les domaines de la statistique spatiale , l'informatique statistique, de la stéréologie (en)  et de la géométrie stochastique (en).

## Formation et carrière
Adrian Baddeley fait ses études à l'Eltham High School (en) de Melbourne, en Australie, et a étudié les mathématiques et les statistiques à l'université nationale australienne, sous la supervision de Roger Miles, puis à l'université de Cambridge avec pour superviseur de doctorat David George Kendall. Il est élu Junior Research Fellow au Trinity College de Cambridge au cours de la deuxième année de son doctorat. Par la suite, il travaille pour l'université de Bath (1982-1985), la Division des mathématiques et des statistiques du Commonwealth Scientific and Industrial Research Organisation (CSIRO), Sydney (1985-1988), le Centrum Wiskunde & Informatica, Amsterdam, Pays-Bas (1988-1994), l'université d'Australie-Occidentale (où il est professeur de statistique de 1994 à 2010), la Division of Mathematics, Informatics, and Statistics du CSIRO, Perth (2010-2012) et le Center for Exploration Targeting de l'université d'Australie-Occidentale (2013-2014). Il est maintenant professeur de statistique informatique à l'université Curtin.

## Recherches

### Stéréologie
Les méthodes classiques de stéréologie (en) étaient limitées par l'exigence que le plan de coupe soit orienté au hasard. Baddeley a développé une technique alternative  dans laquelle le plan de coupe est « vertical » (parallèle à un axe fixe, ou perpendiculaire à une surface fixe) permettant d'appliquer la microscopie quantitative à des échantillons de carottes cylindriques, des échantillons de matériaux plats et des échantillons longitudinaux. sections.
Baddeley est l'un des principaux défenseurs des idées statistiques en stéréologie. Avec Cruz-Orive, il a démontré le rôle du principe de pondération Horvitz-Thompson et du théorème de Rao-Blackwell dans l'échantillonnage stéréologique.

### Statistiques spatiales
Baddeley a développé une méthodologie statistique pour analyser les modèles spatiaux de points, y compris des méthodes basées sur l'analyse de survie, non paramétriques,, des nouveaux modèles de processus ponctuels,, des principes et algorithmes d'ajustement de modèle,, et des logiciels libres.

## Prix et distinctions
Adrian Baddeley est lauréat de la Conférence Georges Matheron (2008),, (Australie, université d'Australie-Occidentale), avec une conférence intitulée Special Point Process Models on Exploration Geology. Il est également lauréat de la médaille Pitman (2004), de la médaille Hannan (2001), de la Médaille du centenaire (2001), de la médaille de la Société mathématique australienne (1995).
Il a également reçu le prix Smith-Knight de l'université de Cambridge (1979), le prix de la Société statistique d'Australie à l'université nationale australienne (1976), la médaille universitaire de l'Université nationale australienne (1976) et le prix Hanna Neumann de mathématiques pures, à l'université nationale australienne (1976 et 1975).
Il est membre de l'Académie des sciences australienne (élu en 2000) et il a bénéficié de la Prize Research Fellowship du Trinity College, Cambridge (1979).